# Saimiri oerstedii
Il saimiri del Centro America (Saimiri oerstedii Reinhardt, 1872) è un primate platirrino della famiglia dei Cebidi.

## Distribuzione
Con due sottospecie (Saimiri oerstedii citrinellus e Saimiri oerstedii oerstedii) vive in due popolazioni geograficamente separate sulla costa pacifica di Costa Rica e Panama.

## Descrizione

### Dimensioni
Misura circa 60 cm di lunghezza, di cui più della metà spettano alla coda, per un peso medio di 800 g.

### Aspetto

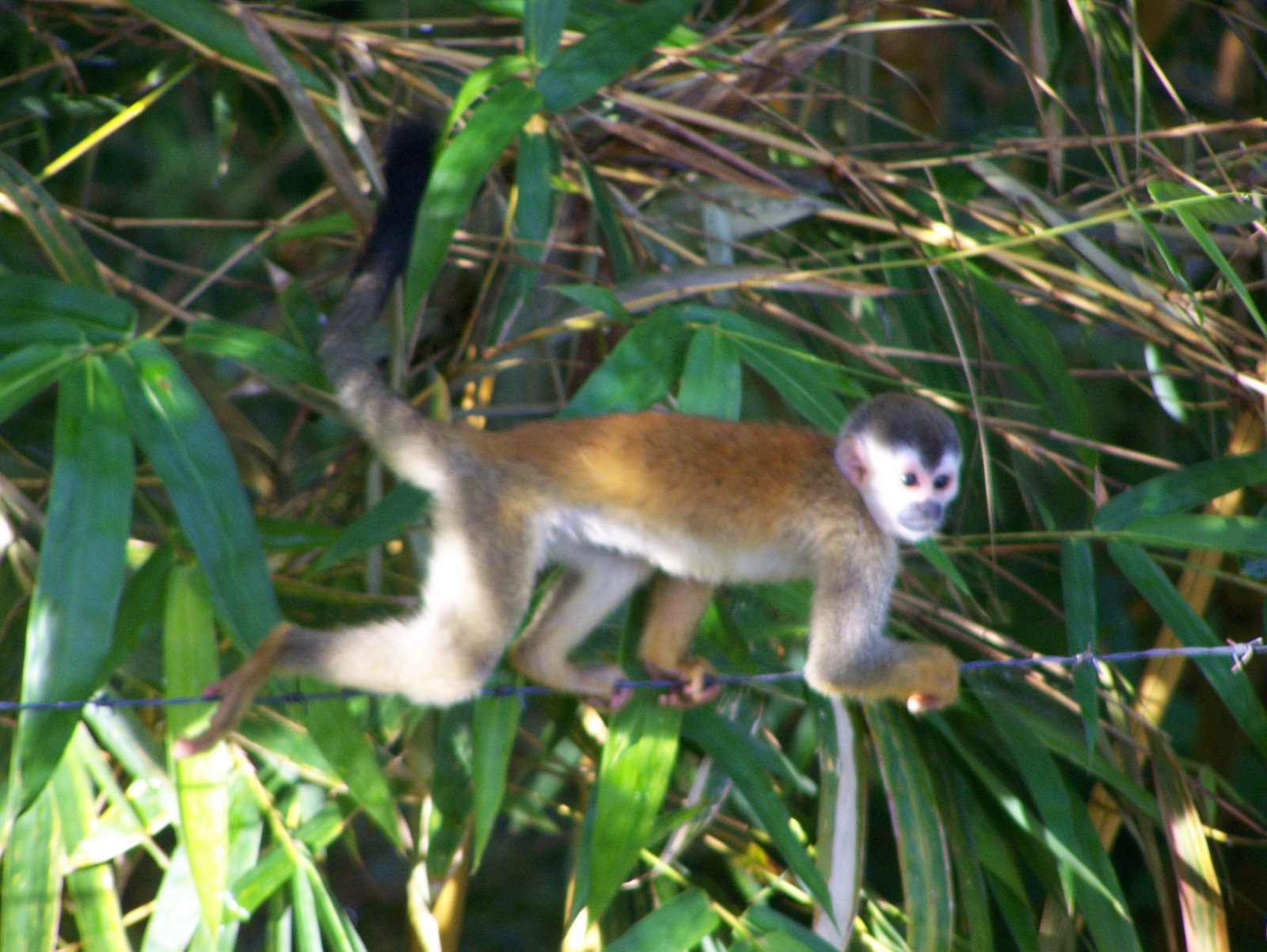
Un esemplare selvatico: notare il colore rossiccio del dorso.

Mentre le scimmie scoiattolo dell'America Meridionale tendono ad avere come colore primario il verde oliva, questi animali hanno il dorso bruno-rossiccio con le zampe grigie ed il ventre biancastro, anche se i fianchi e la coda sono giallastri. La testa è nera, ma la faccia presenta una mascherina bianca che circonda il muso, anch'esso nero, e si estende anche sulle tempie. La punta della coda è nera.

## Biologia
Si tratta di animali diurni e sociali: vivono in gruppi che, a causa dell'esiguo numero di esemplari rimasti, contano poche unità. I gruppi si muovono all'interno di un territorio che misura circa 0,2 km², percorrendo fino a 5 km al giorno.

A causa dell'habitat piuttosto esiguo della specie e della grande distanza che separa gli areali di questi animali da quelli delle altre specie di scimmie scoiattolo, è stata a lungo caldeggiata l'ipotesi che questi animali siano in realtà discendenti di scimmie scoiattolo importate dall'uomo nella zona in tempi preistorici, ed evolutisi successivamente per conto proprio. Tale ipotesi è stata infine scartata dopo gli esami del DNA mitocondriale delle varie specie di saimiri, dai quali è emerso che questa specie ha intrapreso un proprio cammino evolutivo, separandosi dalle altre quattro, in un periodo compreso fra i 260.000 anni fa ed i sei milioni di anni fa..

La teoria più accreditata è che questi animali vivessero in Columbia fra Miocene e Pliocene, e da qui si spostarono in America Centrale attraverso l'istmo di Panama, assieme ad altre specie come gli antenati della scimmia urlatrice guatemalteca (Alouatta pigra): quando l'istmo venne sommerso dagli oceani in crescita, circa due milioni di anni fa, queste popolazioni rimasero isolate, per poi venire investite da una nuova ondata migratoria quando l'istmo si ricompose, con specie come il cappuccino tasta bianca (Cebus capucinus), la scimmia urlatrice dal mantello (Alouatta palliata) e l'atele di Geoffroy (Ateles geoffroyi), i quali ebbero la meglio nella competizione per il cibo lasciando gli animali evolutisi a partire dalla precedente ondata migratoria confinati in spazi ristretti.

Si stima che la popolazione totale di questi animali sia calata negli ultimi trent'anni dalle 200.000 alle meno di 5000 unità., a causa della deforestazione, della caccia per il bushmeat e della cattura per fare di questi animali degli animali domestici.

### Alimentazione
La dieta di questi animali è sostanzialmente insettivora: si nutrono di insetti, piccoli invertebrati, ma anche di frutta, fiori e nettare. Sono state osservate alcune popolazioni controllare periodicamente le costruzioni di foglie fatte dai pipistrelli delle foglie per verificare la presenza dei legittimi abitatori ed eventualmente mangiarli. Essendo animali molto intelligenti, tendono a non esaurire del tutto le risorse dell'ambiente in cui vivono, in modo tale da dar loro il tempo di rigenerarsi.

### Riproduzione
A causa dell'estrema rarità della specie, poco o nulla si conosce sui suoi comportamenti riproduttivi: si pensa che in genere la riproduzione del saimiri centro-americano differisca molto poco da quella delle altre specie congeneri, che partoriscono un unico cucciolo dopo una gravidanza di sette mesi.